# Johan Baltzar Roxendorff
Johan Baltzar Roxendorff (tidigare Roxman), född på 1650-talet i Östergötland, död 18 december 1702 i Polen, var en svensk militär. 

## Biografi
Roxendorff föddes på 1650-talet i Östergötland.  Han var son till löjtnanten Jonas Månsson och Catharina Elisabet von Osten. Den 18 oktober 1672 blev han pikenerare vid Livgardet och 20 december 1673 blev han fänrik vid Jönköpings regemente. Roxendorff blev 9 februari 1677 löjtnant vid nämnda regemente och 10 november 1678 kapten vid regementet. Han adlades 10 september 1686 till Roxendorff och introducerades samma år som nummer 1081. Roxendorff avled 1702 under kriget i Polen.
Han deltog i slaget vid Fehrbellin.

### Familj
Roxendorff gifte sig 23 mars 1680 i Göteborg med Metta Braun (född 1657). Hon var dotter till kommissarien Lorentz Braun och Margareta Seth. De fick tillsammans barnen Catharina Elisabet Roxendorff (1679–1739) som var gift med korpralen Anders Börling och kaptenen Hans Achates Hauswolff, överstelöjtnanten Lars Roxendorff (1680–1740), löjtnanten Adolf Roxendorff (1682–1729), fänriken Bernt Johan Roxendorff (1683–1704), Margareta Roxendorff (1686–1687), Carl Roxendorff (1688–1689), Catharina Elisabet Roxendorff (född 1689), Margareta Charlotta Roxendorff (1690–1691), Gustaf Roxendorff (död 1693), Metta Christina Roxendorff (1693–1771) som var gift med överstelöjtnanten Casper Fredrik von Gröninger, Anna Greta Roxendorff (1695–1701) och generallöjtnanten Carl Gustaf von Roxendorff (1697–1784).